# Soltanabad (Saatlı)
Soltanabad è un comune dell'Azerbaigian situato nel distretto di Saatlı. 